# Birma
Birma je plemeno kočky domácí. Je to středně velká kočka, přátelská a společenská. Postrádá agresivitu vůči lidem, kočkám i psům. Její váha se pohybuje od 2.5 do 6 kg.
Plemeno je uznáváno všemi velkými mezinárodními chovatelskými organizacemi (FIFe, CFA, TICA). FIFe birmu řadí do skupiny II. Polodlouhosrsté kočky.

## Historie
Kolem původu plemene existují různé legendy. Společně tvrdí, že tyto kočky pochází ze severní Barmy (od toho nejspíše pochází jméno Birma), kde byly chovány jako chrámové kočky. První birmy se do Evropy dostaly kolem roku 1920. Podle jedné legendy párek birem dostali darem Francouz Auguste Pavie a anglický major Gordon Russell, kteří pomohli mnichům v klášteře Lao-Tsun během přepadení kláštera. Podle jiné, méně romantické legendy, muž jménem Vanderbilt koupil svatou birmu od jednoho bezbožného služebníka.
Za oficiální kolébku plemene je považována Francie, kde byly položeny základy dnešního chovu. Plemeno zde bylo uznáno místní organizací Fédération Féline Française již v roce 1925. Birmy byly ve Francii velmi oblíbené a rozšířily se i do Německa. Během druhé světové války plemeno ovšem téměř vyhynulo. V Evropě byly po skončení války naživu pouhé dvě birmy, pár jménem Orloff a Xenia de Kaabaa, v držení francouzské rodiny Baudoin-Crevoisier[zdroj?].
K obnově plemene muselo být použito křížení s jinými plemeny, především perskou a siamskou kočkou. Kolem roku 1950 se již znovu objevují vrhy čistě birmských koťat. Obnovené plemeno si začalo získávat velkou oblibu, rychle se šířilo do Švýcarska, Belgie, Holandska, Anglie i USA. V Anglii bylo plemeno oficiálně uznáno v roce 1966, v USA o rok později. Začátkem 70. let plemeno proniká do Skandinávie, kde dnes birmy patří mezi nejvíce chované kočky.
Birmy nelze zaměňovat s barmskými kočkami, které jsou samostatným, zcela odlišným plemenem.

## Charakteristika plemene
Birma má kompaktní, svalnatou a středně velkou stavbu těla. Samice váží obvykle 2.5 – 4.5 kg, samec do 6 kg.
Hlava birem je širší, s plnými tvářemi, ne příliš trojúhelníková, se zaobleným čelem a nosem beze stopu; výrazná brada nesmí ustupovat. Pod mírně klenutým, zaobleným čelem, ustupujícím dozadu, je v místě kořene nosu malá prohlubeň. Nos má tmavé zrcátko, pouze u variet s kresbou růžové, je římského tvaru, středně dlouhý, vystupuje zhruba jako zaoblení čela. Oči jsou sytě modré, oválné, až kulaté, středně daleko posazené, podstatný je nejen jejich tvar, ale také hloubka a sytost barvy (šilhání se pokládá za hrubou vadu). Uši jsou menší, zaoblené, posazené středně daleko a mírně z boku, nesmí být příliš blízko sebe (jako u siamských koček), ani příliš daleko (jako u koček perských).
Tělo delší, kocour musí být robustnější než kočka. Končetiny jsou kratší, pevné, tlapky kulaté. Průměrně dlouhý ocas sahá optimálně mezi lopatky, je dobře osrstěný, bez zálomků.
Srst birmy má světlou základní barvu se zřetelně ohraničenými odznaky a uzavřenou maskou. Celková barva srsti je bílá, až skořápkově krémová (s postupujícím stářím tato barva tmavne, jako u většiny koček s odznaky), s akromelanickými odznaky na obličeji, uších, nohou, ocase a (u kocourů) na varlatech. Vadou jsou tmavé skvrny na slabinách, břiše a šíji. Konce tlapek musí být čistě bílé. Odznaky jsou uznávány v těchto barvách:
- solidní barvy: seal (černohnědá), blue (modrá), chocolate (čokoládová), lilac (lilová), red (červená) a cream-point (krémová)
- želvovinové: seal-tortie, blue-tortie, chocolate-tortie a lilac-tortie-point
- odznaky s kresbou: seal-tabby, blue-tabby, chocolate-tabby, lilac-tabby, red-tabby a cream-tabby-point

Bílé fleky v odznacích jsou hodnoceny jako vada. Všechny birmy se rodí bílé (stejně jako ostatní kočky s odznaky), barvy se začínají vyvíjet po týdnu až 14 dnech. Může trvat i déle než rok, než srst kočky dosáhne plného vybarvení..
Srst je hedvábná, s podsadou. Neplstnatí a je nenáročná na údržbu. Birma má chlupaté i spodky tlapek mezi polštářky (tyto chlupy musí být bílé).

## Povaha a chov
Birma je inteligentní, klidné, učenlivé a přizpůsobivé plemeno, postrádající známky agresivity; toleruje i jiná zvířata v domácnosti. Nemá problém v soužití s dětmi. Birma nepatří mezi rezervované, odtažité kočky, které se vyhýbají společnosti. Vyhledává sociální kontakty a hodně přilne ke své lidské rodině. Bývá komunikativní, ale nikoli hlučná tak výrazně, jako třeba kočka siamská.
Chovatelskou základnu lze nalézt na celém světě, v České republice není toto plemeno příliš rozšířené (např. ve Švédsku mu však patří mezi chovanými plemeny druhé místo). Při chovu se klade důraz na pokrevní linie a hlídá se nepříbuzná plemenitba. Možná i díky tomu není dosud toto plemeno tolik zatížené genetickými vadami a nemocemi, jako jiná, daleko více rozšířená a množitelským způsobem odchovávaná plemena.

## Lagerfeldova Choupette
Jednou z nejslavnějších biremských koček je Choupette, narozená 18. srpna 2011, která je bílá s modrýma očima a váží asi 3,5 kg. Byla miláčkem módního návrháře Karla Lagerfelda, který zemřel 19. února 2019. Lagerfeld porovnával její oči se safírem. Jejím původním majitelem byl s ním spřátelený model Baptiste Giabiconi, který ji Lagerfeldovi zapůjčil po dobu svého pobytu mimo Francii. Módní tvůrce si však Choupette (jméno znamená „sladká“) natolik oblíbil, že mu ji Giabiconi nakonec přenechal. Choupette má Lagerfeldem autorizovaný vlastní účet na Twitteru a byla v červenci 2013 vyobrazena společně s modelkou Lindou Evangelista na titulní stránce německého vydání módního časopisu Vogue. I po Lagerfeldově smrti je Choupette materiálně velmi dobře zajištěna a má dva zaměstnance, kteří se o ni starají.

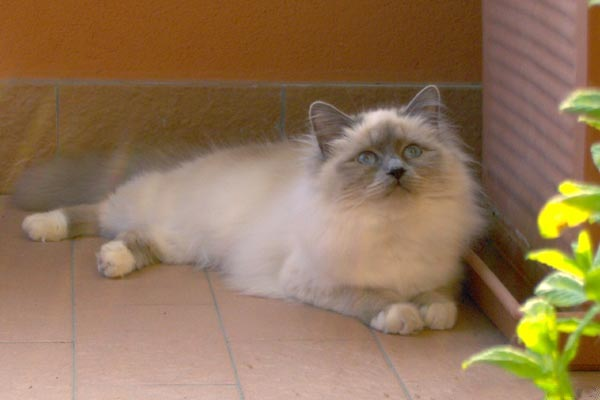
Birma ve zbarvení blue-point
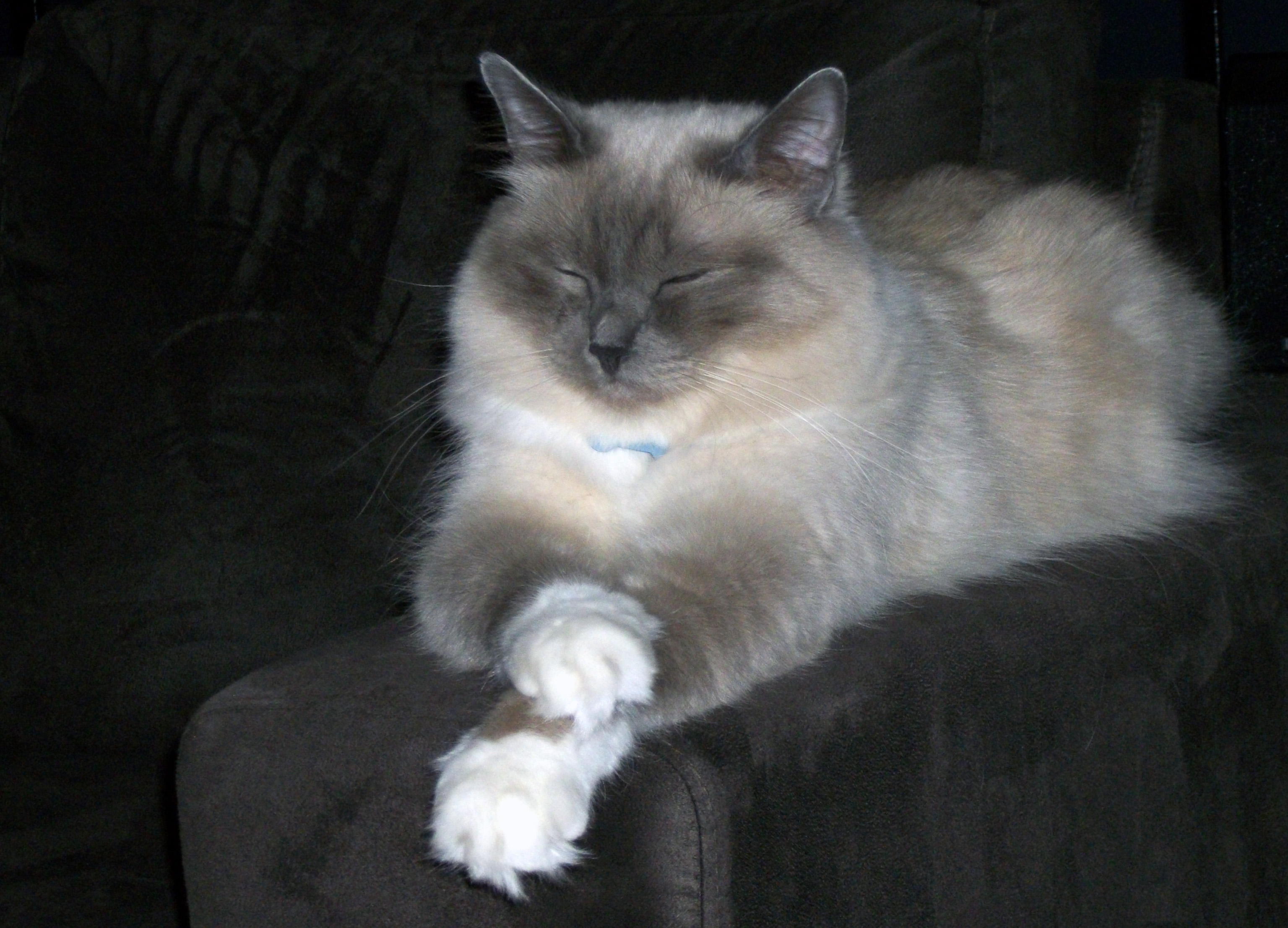
Birmský kocour, blue-point
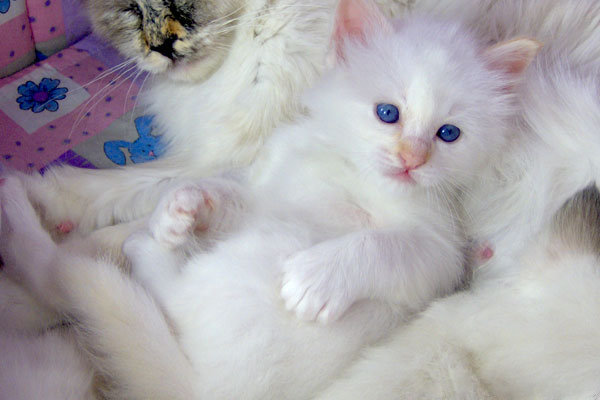
Dospělá kočka s bílým kotětem
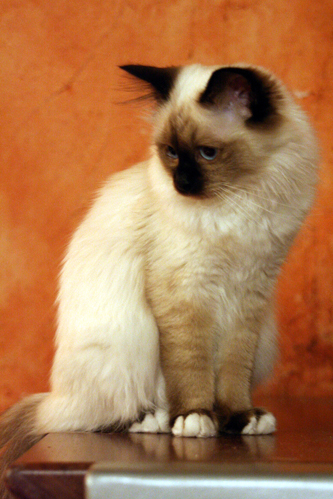
Sedmiměsíční kotě birmy, odznaky jsou již jasně viditelné